# Déclaration des Nations unies sur les droits des paysans et des autres personnes travaillant dans les zones rurales
- En faveur
- Contre
- Abstention
- Absent
- Non membre

La Déclaration des Nations unies sur les droits des paysans et des autres personnes travaillant dans les zones rurales (ou UNDROP, son acronyme anglais) est une résolution juridiquement non-contraignante, à portée universelle, adoptée par l'Assemblée générale des Nations unies en décembre 2018. Elle vient s'ajouter au corpus du droit international relatif aux droits de humains.

## Historique

### Prémices
Le concept de droit des paysans se base, et complète, les droits des agriculteurs, déjà reconnu dans le Traité international sur les ressources phytogénétiques pour l'alimentation et l'agriculture ou la Convention sur la diversité biologique, ainsi que les droits des peuples autochtones déjà reconnus en 2006 dans la Déclaration des Nations Unies sur les droits des peuples autochtones. L'élaboration d'un texte sur les droits des paysans cherche à recouvrir une série de revendications paysannes exprimées pendant des décennies, soutenues par des organisations comme le CETIM ou FIAN International, et compilées en 2008 par l'ONG la Via Campesina dans sa Déclaration des droits des paysans – Femmes et hommes.
Les négociations furent initiées aux Nations unies en 2009 par la Bolivie, au Conseil des droits de l'homme des Nations unies, dans la foulée d'autres initiatives telles que la Conférence mondiale des peuples contre le changement climatique de 2010.

### Conseil des droits de l'homme
Entre 2009 et 2012, le comité consultatif du Conseil des droits de l'homme soumet trois études sur le sujet des droits de paysans. Il appelle, lors de sa dernière étude, à constituer un Groupe de travail intergouvernemental. Ce Groupe est établi en 2012 à la suite de la résolution A/HRC/RES/21/19 du Conseil. Il a pour mandat de rédiger un projet de Déclaration sur les droits des paysans . Le 28 septembre 2018, le brouillon de résolution A/HRC/39/L.16 est soumis à votation au Conseil, recevant 33 votes positifs, 3 votes contre (Australie, Hongrie et Royaume-Uni) et 11 abstentions (Allemagne, Belgique, Brésil, Corée du Sud, Croatie, Espagne, Islande, Japon, Slovaquie et Slovénie). La Déclaration est adoptée sous la cote 39/12 et renvoyée à l'Assemblée générale des Nations unies.

### Assemblée générale
Le 24 octobre, la Troisième Commission de l'Assemblée générale des Nations unies présenta le brouillon de résolution (A/C.3/73/L.30) avec les soutiens initiaux de l'Afrique du Sud, de la Bolivie, de Cuba, de l'Équateur, d'El Salvador, de la Mongolie, du Nicaragua, du Paraguay, du Portugal et du Vénézuela, rejoints le 19 novembre par le Bénin, l'Égypte, l'Érythrée, la Guinée, l'Indonésie, l'Iran, le Kazakhstan, le Kenya, le Liberia, le Mali, le Niger, le Nigeria, l'Ouganda, le Pakistan, la République centrafricaine, la République dominicaine, Saint Kitts et Nevis, Saint Vincent et les Grenadines, le Sierra Leone, la Somalie, le Soudan du Sud, la Tanzanie, le Tchad, la Zambie et le Zimbabwe. La déclaration fut adoptée le même jour, pour renvoi en plénière, avec un score de 119 votes pour, 7 contre (Australie, États-Unis d'Amérique, Hongrie, Israël, Nouvelle Zélande, Royaume-Uni et Suède) ainsi que 49 abstentions,
Lors de la 55ème session plénière de la 73ème Assemblée générale des Nations unies, le 17 décembre 2018, la résolution 73/175,, contenant en annexe la Déclaration sur les droits des paysans et des autres personnes travaillant dans les zones rurales, est votée. Le résultat du vote fut : 121 en faveur, 8 contre (le Guatémala se rajoutant à la liste) et 54 abstentions.

## Contenus
La Déclaration contient 28 articles, qui abordent les thématiques suivantes :
- Provisions générales pour les gouvernements et organisations des Nations unies (Articles 1, 2, 27 et 28)
- Égalité et non-discrimination (article 3) et égalité femmes-hommes (article 4)
- Droit à la nature (articles 5 & 18), droit à la biodiversité (article 20) et droit à l'eau et à l'assainissemernt (article 21)
- Libertés, droits civiques et politiques (articles 6, 7, 8 & 9)
- Questions de justice (articles 10, 11 & 12)
- Droits laboraux (articles 13, 14 & 16)
- Souveraineté alimentaire (article 15)
- Droit aux terres (article 17)
- Droit aux graines (article 19)
- Droit à la santé et à la sécurité sociale (articles 22 & 23)
- Droit au logement (article 24)
- Droit à l'éducation (article 25)
- Droits culturels, droits aux savoirs traditionnels et au patrimoine culturel et immatériel (article 26)